# Kapuschongskunk
Kapuschongskunk (Mephitis macroura) är ett däggdjur i familjen skunkar (Mephitidae). 

## Beskrivning
Den skiljer sig från den andra arten i släktet Mephitis, strimmig skunk, genom en längre, svart och vit svans och en huva av långa hår på huvud och nacke. Det svenska trivialnamnet syftar på just denna huva. 
Kroppslängden varierar mellan 56 till 79 centimeter och därtill kommer en 36 till 40 centimeter lång svans. Vikten varierar mellan 400 och 2 700 gram. Hanar är kraftigare och tyngre än honor, med en faktor på ungefär 15 %, men honorna är längre. Grundfärgen är svart, men pälsfärgen kan variera betydligt: Det finns en form med vit rygg och vanligen med vita strimmor på sidorna, en annan som bara har de vita sidostrimmorna, samt en helt svart form.

## Utbredning
Arten förekommer från sydvästra USA till norra Costa Rica, men är vanligast i Mexiko.

## Ekologi
Habitatet utgörs främst av låglänta öknar och halvöknar, men den kan också förekomma i skog, skogsbryn, äng, klippiga kanjons och nära vatten som till exempel floder.
Som alla skunkar kan den som en sista försvarsåtgärd spruta ut en illaluktande och tårretande vätska från sina analkörtlar.
Arten är allätare med tonvikt på insekter. Den kan även ta små ryggradsdjur, fågelägg, frukter och avfall. Den är främst aktiv på natten och vistas på dagen i någon hålighet, klippspringor, ihåliga stockar, i krypgrunden under hus, avfallshögar eller övergivna fordon.
. 

### Fortplantning
Arten parar sig vanligen under senvintern, från sent i februari till mars. Ungarna föds vanligen i maj till juni, men det kan dröja ända till september eller oktober i vissa områden. Honan föder oftast fyra ungar per kull, men kullstorleken kan variera mellan tre (i undantagsfall två) till åtta ungar.
Artepitet i det vetenskapliga namnet är bildat av de grekiska orden makros (lång) och oura (svans).